# Веркайк, Нико
Нико Веркайк (нидерл. Nico Verkaik) – нидерландский конькобежец. Участник чемпионата Европы-1897 в Амстердаме (Нидерланды), где занял в общем зачёте четвёртое место.

## Достижения
| турнир                            | дата                | город     | 500 м    | 1500 м     | 5000 м      | 10000 м     | место |
| --------------------------------- | ------------------- | --------- | -------- | ---------- | ----------- | ----------- | ----- |
| 5-й чемпионат Европы – многоборье | 12 – 13 января 1897 | Амстердам | 55,0 (3) | 2.57,0 (4) | 10.40,4 (4) | 22.09,8 (5) | (4)   |